# IPhone 5s
El iPhone 5s es un teléfono inteligente de gama alta, desarrollado por la compañía estadounidense Apple. Fue presentado como la séptima generación de iPhone junto al iPhone 5c el 10 de septiembre de 2013, siendo el sucesor del iPhone 5.
Este móvil dispone de un procesador A7 de doble núcleo a 1.3 GHz, con una arquitectura de 64 bits, convirtiéndose así en el primer dispositivo celular, producido en serie, con esta tecnología. Según Apple su velocidad ha aumentado en más del doble que el iPhone 5 y además trabaja con un coprocesador de movimiento llamado M7. Por otro lado, también destaca su tecnología Touch ID de lector de huellas dactilares para desbloquear el teléfono. Fue introducido con el sistema operativo móvil iOS 7 y actualmente utiliza la última versión iOS 12 (iOS 12.5.6) ya no es compatible  con  iOS 13 Este nuevo sistema de iOS fue anunciado en la  Worldwide Developers Conference (WWDC 2019) (Evento que Apple realiza cada año para mostrar novedades sobre sistema y/o dispositivos), en donde este dispositivo se anunció recibiendo la actualización retirando a los dispositivos iPhone 5, 5c.Actualmente este sistema ya se encuentra terminado .Tiene una pantalla multitáctil de 4" (101,6 mm), una cámara trasera iSight de 8 MP y frontal de 1.2 MP, 1 GB de RAM, y fue presentado con 16, 32 y 64 GB de almacenamiento interno. Para conexión a redes móviles e inalámbricas Apple lanzó 5 modelos:
modelo GSM A1533, modelo CDMA A1533, modelo A1453, modelo A1457 y modelo A1530.
Apple realizó un evento en San Francisco (California) el 10 de septiembre de 2013, que constituyó el lanzamiento oficial del iPhone 5s. Están disponibles los colores gris espacial, plata y oro.

## Especificaciones

### Dimensiones y peso
- Alto: 123,8 mm

- Ancho: 58,6 mm
- Grosor: 7,6 mm
- Peso: 112 gr

### Materiales
- Aluminio anodizado serie 6000
- Vidrio con cubierta oleófuga antihuellas
- Cristal de zafiro en la cámara y en el sensor Touch ID

### Colores
- Gris espacial
- Plata
- Oro

### Conectividad
- nanoSIM
- GPS, aGPS y GLONASS
- Wi-FI a/b/g/n
- Bluetooth 4.0
- Redes móviles: GSM, CDMA, HSPA, EVDO y LTE
- Lightning USB 2.0

### Almacenamiento
- 16 GB
- 32 GB

- 64 GB

### Pantalla
- Tamaño: 4.0 pulgadas en diagonal
- Tecnología: LCD IPS multitáctil
- Resolución: 640 x 1136 píxeles (formato 16:9), densidad de 326 ppi
- Contraste: 800:1
- Brillo máximo: 500 cd/m²
- Gama de colores: sRGB

### Características
- Sistema operativo: iOS

- CPU: SoC Apple A7 de doble núcleo a 1.3 GHz, con arquitectura de 64 bits basado en ARMv8 y coprocesador de movimiento M7
- RAM: 1 GB LPDDR3
- GPU: Imagination Technologies PowerVR G6430 de cuatro núcleos a 200 MHz

### Cámara
- Resolución: 8 MP con píxeles de 1,5 µ
- Apertura: ƒ/2,2
- Cobertura: Cristal de zafiro
- Flash: LED True Tone (cálido + neutro)
- Sensor de iluminación posterior
- Enfoque automático y de toque
- Exposición manual
- HDR automático
- Detección de rostros
- Temporizador de 3 y 10 segundos
- Estabilización automática
- Modo ráfaga
- Geoetiquetado
- Modo panorámico
- Timelapse
- Filtros
- Bloqueo de AF/AE
- Grabación de vídeo a 1080p a 30 fps
- Estabilizador de vídeo
- Toma fotos de 2MP (1080p) mientras graba vídeo
- Cámara lenta: 720p a 120 fps
- Zoom digital 32

#### Cámara delantera
- Resolución: 1,2 MP
- Apertura: ƒ/2,4
- Grabación de vídeo a 720p a 30 fps
- HDR automático
- Sensor de iluminación posterior
- Detección de rostros
- Temporizador de 3 y 10 segundos
- Filtros
- Videollamadas

### Giroscopio
- Giroscopio de 3 ejes
- Acelerómetro
- Brújula
- Sensor de proximidad
- Sensor de luz ambiental

Al principio, el giroscopio y el acelerómetro estaban mal calibrados en algunos modelos. Apple solucionó este problema con una actualización de software

### Touch ID
Una de las características más comentadas acerca del iPhone 5s es su lector de huellas dactilares incorporado en el botón Home que permite identificar al usuario mediante su huella dactilar en vez de teclear la clave numérica de 6 o 4 dígitos, también se incorpora cuando el usuario desea adquirir alguna app del App Store. Es uno de los primeros teléfonos móviles en icluir esta clase de tecnología.

### Batería
- Tecnología: Li-Po
- Capacidad: 1560 mAh
- Tiempo de conversación: hasta 10 h con 3G
- Tiempo en reposo: hasta 10 días

- Uso de Internet: hasta 8 h con 3G, hasta 10 h con Long Term Evolution LTE y hasta 10 h con Wi- Fi
- Reproducción de vídeo: hasta 10 h
- Reproducción de audio: hasta 40 h